# Seznam bitev a operací během arabsko-izraelské války v letech 1948–1949
Seznam obsahu všechny bitvy během arabsko-izraelské války v letech 1948–1949.

## Před vznikem státu Izrael
- Operace Šmu'el
- Operace Hašmed
- Operace Chasida
- Operace Nachšon
- Operace Har'el
- Operace Jevusi
- Tochnit Dalet
- Operace Chamec
- Operace Jiftach
- Operace Matate
- Operace Makabi
- Operace Kitur
- Operace Jovel
- Operace Barak
- Operace Gide'on
- Operace Ben Ami
- Operace Medina

## Po vzniku státu Izrael
- Operace Kilšon
- Operace Tinok
- Operace Balak
- Operace Namal
- Bitva o Latrun
- Operace Bin Nun
- Operace Bin Nun Bet
- Operace Erez
- Operace Jicchak
- Operace Joram
- Bitvy deseti dnů
- Operace An-Far
- Operace Broš
- Operace Dekel
- Operace Danny
- Operace Betek
- Operace Kedem
- Operace Mavet la-poleš
- Operace Šoter
- Operace GJS
- Operace Avak
- Operace Velveta
- Operace Jo'av
- Operace Moše
- Operace Egrof
- Operace ha-Har
- Operace Jekev
- Operace Ja'el
- Operace Lot
- Operace Hatchala
- Operace Asaf
- Operace Chorev
- Operace Chisul
- Operace Oz
- Operace Jicuv
- Operace Uvda